# サッカーエジプト女子代表
サッカーエジプト女子代表（サッカーエジプトじょしだいひょう）は、エジプトサッカー協会(アラビア語: الاتحاد المصري لكرة القدم, 略称：EFA)によって編成されるエジプトの女子サッカーナショナルチームである。アフリカサッカー連盟(CAF)に所属している。1998年に代表チームが結成され、アフリカの女子サッカー選手権であるアフリカ女子選手権に出場している。
女子ワールドカップ、オリンピックともに出場はない。

## ワールドカップの成績
- 1991 - 不参加
- 1995 - 不参加
- 1999 - 予選敗退
- 2003 - 不参加
- 2007 - 予選敗退
- 2011 - 不参加

## オリンピックの成績
- 1996 - 不参加
- 2000 - 予選敗退
- 2004 - 不参加
- 2008 - 予選敗退
- 2012 - 不参加

## アフリカ女子選手権の成績
- 1991 - 不参加
- 1995 - 不参加
- 1998 - グループリーグ敗退
- 2000 - 予選敗退
- 2002 - 不参加
- 2004 - 不参加
- 2006 - 予選敗退
- 2008 - 不参加
- 2010 - 不参加
- 2012 - 予選敗退

## アラブ女子選手権の成績
アラブ女子選手権はアラブサッカー連盟による女子サッカー大会。第一回大会が2006年にエジプトで行われた。
- 2006 - 4位

## FIFAランキング
- 初登場 - 59位(2005年6月)
- 最高順位 - 58位(2005年12月)
- 最低順位 - 121位(2008年3月)